# Nils Silfverskiöld
Nils Otto Silfverskiöld (Göteborg, 3 de gener de 1888 – Estocolm, 8 d'agost de 1957) va ser un gimnasta artístic suec que va competir a començaments del segle xx, un cirurgià ortopèdic i un intel·lectual d'esquerres.
Com a gimnasta el 1912 va prendre part en els Jocs Olímpics d'Estocolm, on va guanyar la medalla d'or en el concurs per equips, sistema suec del programa de gimnàstica.
Com a cirurgià va desenvolupar una prova de flexió del genoll que més tard va ser adaptat en un diagnòstic a genolls amb malformacions. Va treballar a l'Hospital Sabbatsberg (1927), Serafimerlasarettet (1936) i l'Hospital Universitari de Karolinska (1940).
Silfverskiöld era fill d'un doctor, cap d'un hospital pediàtric. El 1911 es graduà en medicina per la Universitat d'Uppsala, el 1916 va rebre el grau de doctor, el 1924 va presentar una tesi doctoral sobre l'ortopèdia de paràlisi en els nens (alemany: Orthopädische Studie über Hemiplegia spastica infantilis), i posteriorment va defensar l'habilitació. Es dedicà a curar persones amb discapacitat, inclosos els que tenien extremitats amputades. Paral·lelament va ensenyar gimnàstica artística (fins a 1917) i va servir com a metge militar a Estocolm.
Era contrari al nazis i simpatitzava amb el comunisme. El 1937, durant la Guerra Civil espanyola, va establir un hospital suec a Espanya per ajudar els republicans, i posteriorment fou elegit president de la Federació sueco-soviètica.
Silfverskiöld es casà quatre vegades. El seu tercer matrimoni va ser el 1932 amb la comtessa Maria von Rosen, procedent d'una família amb molt bones relacions amb l'Alemanya nazi i en particular amb Hermann Goering. Durant el convit de noces es va produir un incident quan tots els convidats, excepte els nuvis, van fer la salutació nazi a Goering. D'aquest matrimoni en va néixer una filla, Monica Getz, esposa del saxofonista de jazz Stan Getz. També fou diplomàtic, educador i activista fundador de la Coalició Nacional de Justícia Familiar.